# Hans Seibold

Hans Seibold

Johannes Seibold, genannt Hans Seibold (* 2. Februar 1904 in Unterkochen; † 20. Mai 1974 in Seemoos (Friedrichshafen)), war ein deutscher Politiker (NSDAP) und SA-Führer.

## Leben und Wirken
Der Sohn eines Arbeiters besuchte die Volksschule in Unterkochen und die Oberrealschule in Aalen, die er 1919 mit der Mittleren Reife abschloss. Bis 1923 absolvierte er eine technische Lehre beim Schwäbischen Hüttenwerk Wasseralfingen. Anschließend war er für ein Jahr als Zeichner bei der J.M. Voith in Heidenheim an der Brenz tätig. Von 1924 bis 1927 wurde er an der Staatlichen Höheren Maschinenbauschule in Esslingen am Neckar weitergebildet, die er nach der Abschlussprüfung als Maschineningenieur verließ. Vom Frühjahr 1927 bis zum 1. Januar 1934 war Seibold als Konstrukteur bei den Dornier Metallbauten in Friedrichshafen tätig. 1929 heiratete Seibold; aus der Ehe gingen fünf Kinder hervor.
Politisch gehörte Seibold seit Dezember 1927 der NSDAP (Mitgliedsnummer 72.024) an, in der er am 6. März 1928 Bezirksleiter und am 1. Oktober 1932 Kreisleiter für Friedrichshafen/Tettnang wurde. In der SA erreichte er 1933 den Rang eines Sturmbannführers.
Vom 24. April 1932 bis zur Auflösung dieser Körperschaft im Herbst 1933 war Seibold Mitglied des Württembergischen Landtages. Anschließend saß er von November 1933 bis zum Ende der NS-Herrschaft im Frühjahr 1945 als Abgeordneter für den Wahlkreis 31 (Württemberg) im nationalsozialistischen Reichstag.
Nach seinem Ausscheiden bei Dornier war Seibold ab 1934 hauptamtlicher NSDAP-Kreisleiter. In dieser Funktion geriet Seibold in Konflikt mit dem Friedrichshafener Polizeidirektor Eduard Quintenz, der sich gegen Eingriffe der Kreisleitung in seinen Zuständigkeitsbereich wehrte. Nachdem Quintenz einen an Seibold gerichteten Privatbrief geöffnet hatte, wurde er auf Druck von Seibold aus der NSDAP ausgeschlossen. Später wurde der Parteiausschluss in eine Verwarnung abgemildert; Quintenz wurde als Landrat nach Oberndorf versetzt.
Im Zweiten Weltkrieg wurde Seibold im April 1940 zur Wehrmacht eingezogen. Nach der Teilnahme am deutschen Angriff im Westen wurde er im Oktober 1940 uk-gestellt. Im Herbst 1941 erneut einberufen, wurde Seibold im März 1942 an der Ostfront schwer verwundet und im Herbst 1942 als „dauerhaft arbeitsverwendungsunfähig“ entlassen.
In der Endphase des Krieges unterstützte Seibold die Gestapo bei Erschießungen in Friedrichshafen. Kurz vor dem Eintreffen französischer Truppen in der Stadt flüchtete er, wurde jedoch im nahegelegenen Kressbronn gefangen genommen. Nach Zeitzeugenberichten soll Seibold ähnlich wie der NSDAP-Kreisleiter von Schwäbisch Hall, Otto Bosch, von den Besatzungstruppen öffentlich an den Pranger gestellt worden sein, „damit sie von Bürgern geschlagen, beworfen oder bespuckt werden konnten“. Zudem soll er gezwungen worden sein, „beim Tettnanger Schloß sein eigenes Grab zu schaufeln und nackt hineinzusteigen; dabei habe man ihn mit Salzwasser übergossen und stundenlang in der prallen Sonne liegenlassen“. Nach eigenen Angaben wurde Seibold in Paris an amerikanische Stellen übergeben; anschließend wurde er gemäß dem automatischen Arrest in Wiesbaden, Stuttgart und Dachau interniert.
Vom 5. bis 7. März 1947 wurde gegen Seibold und zwei weitere Angeklagte in einem der Fliegerprozesse, die im Rahmen der Dachauer Prozesse stattfanden, vor einem amerikanischen Militärgericht verhandelt. Seibold wurde vorgeworfen, im Juli 1944 den Befehl zum Mord an einem US-Piloten gegeben zu haben, der nach einem Luftangriff auf Friedrichshafen bei Ailingen abgesprungen war. Der Pilot befand sich zunächst im Gewahrsam des Ailinger Bürgermeisters; während der Überführung zur Wehrmacht wurde er von einem Hilfspolizisten erschossen, angeblich bei einem Fluchtversuch. Seibold gab zu seiner Verteidigung an, er habe von dem Vorfall „erst am übernächsten Tag im Rahmen der eingehenden Fliegerangriff-Schadenmeldung“ erfahren. Das Gericht verurteilte Seibold und einen Mitangeklagten zu lebenslanger Haft; der dritte Angeklagte wurde zum Tode verurteilt. Das Urteil wurde später auf 28 Jahre reduziert; im Juni 1955 wurde Seibold vorzeitig entlassen.
Nach seiner Haftentlassung arbeitete Seibold zunächst als Ingenieur bei einer Firma im Friedrichshafener Stadtteil Seemoos. Bei einem Verkehrsunfall im Dezember 1955 wurde er schwer verletzt. Zuletzt war er als kaufmännischer Angestellter bei einer Baufirma in Friedrichshafen tätig.